# Topas
Topas település Spanyolországban, Salamanca tartományban. Topas El Maderal, Villamor de los Escuderos, Aldeanueva de Figueroa, Tardáguila, Negrilla de Palencia, Palencia de Negrilla, Valdunciel, Valdelosa és El Cubo de Tierra del Vino községekkel határos. Lakosainak száma 511 fő (2024).

## Népesség
A település népessége az elmúlt években az alábbi módon változott:
| Lakosok száma | 725  | 695  | 674  | 642  | 610  | 564  | 549  | 530  | 512  | 511  |
|               | 2001 | 2004 | 2007 | 2009 | 2012 | 2014 | 2017 | 2019 | 2022 | 2024 |